# Pelecocera persiana
Pelecocera persiana är en tvåvingeart som beskrevs av Kuznetzov 1989. Pelecocera persiana ingår i släktet öronblomflugor, och familjen blomflugor.
Artens utbredningsområde är Iran. Inga underarter finns listade i Catalogue of Life.